# Siphona pusilla
Siphona pusilla là một loài ruồi trong họ Tachinidae.